# Conus gauguini
Espèce
Statut de conservation UICN

 NT  : Quasi menacé
Conus gauguini est une espèce de mollusques gastéropodes marins de la famille des Conidae.
Comme toutes les espèces du genre Conus, ces escargots sont prédateurs et venimeux. Ils sont capables de « piquer » les humains et doivent donc être manipulés avec précaution, voire pas du tout.

## Description
La taille d'une coquille adulte varie entre 56 mm et 93 mm.

## Distribution
Cette espèce est présente dans l'océan Pacifique le long des îles Marquises et de Tahiti.

### Niveau de risque d’extinction de l’espèce
Selon l'analyse de l'UICN réalisée en 2011 pour la définition du niveau de risque d'extinction, cette espèce est endémique aux îles Marquises. Cette espèce est inscrite comme quasi-menacée car elle a un AOO de 1 230 km2 et un déclin continu des populations, donc elle remplit presque B2ab(v).

## Taxonomie

### Publication originale
L'espèce Conus gauguini a été décrite pour la première fois en 1973 par les malacologistes Georges Richard (d) et Bernard A. Salvat (d) (1936-) dans la publication intitulée « Cahiers Pacifique »,.

### Synonymes
- Conus (Dendroconus) gauguini Richard & B. Salvat, 1973 · non accepté
- Conus (Pionoconus) gauguini Richard & B. Salvat, 1973 · appellation alternative
- Pionoconus gauguini (Richard & B. Salvat, 1973) · non accepté

## Identifiants taxonomiques
- Ressources relatives au vivant :   - Global Biodiversity Information Facility
  - iNaturalist
  - Interim Register of Marine and Nonmarine Genera
  - SeaLifeBase
  - TAXREF (INPN)
  - Union internationale pour la conservation de la nature
  - World Register of Marine Species

Chaque taxon catalogué par les bases de données biologiques et taxonomiques possède un identifiant qui permet d'établir un point de référence. Les identifiants de Conus gauguini dans les principales bases sont les suivants :
CoL : XXGC - GBIF : 5857087 - iNaturalist : 431986 - IRMNG : 11705832 - NCBI : 528173 - TAXREF : 91985 - UICN : 192272 - WoRMS : 428982